# ANAGINA
L’Anagina è una delle tre associazioni nazionali di categoria che rappresenta gli intermediari assicurativi insieme a SNA - Sindacato nazionale agenti di assicurazione e ad ANAPA Rete ImpresAgenzia.

## Storia
L'Associazione è stata fondata il 25 novembre del 1944 a Roma in rappresentanza degli agenti di INA Assitalia, Compagnia che, il 1° luglio 2013, è stata ridenominata Generali Italia a seguito di fusione per incorporazione. 
In data 17 novembre 2015, Anagina e i gruppi agenti di Lloyd Italico e Toro Assicurazioni costituiscono CONFAGI, la nuova Confederazione degli Agenti Generali di assicurazione di Generali Italia. 
Nel 2017 la sede viene trasferita a Milano, via Mascheroni n. 29.

## Attività
Come Associazione di categoria nazionale di 1° livello, Anagina è riconosciuta da ANIA e dal Ministero del lavoro e delle politiche sociali e partecipa alle trattative con l'ANIA per il rinnovo dell'Accordo Nazionale Agenti.
Inoltre l’Associazione, al pari delle altre due Rappresentanze di 1º livello, ha sottoscritto un proprio Contratto collettivo nazionale di lavoro che ha effetto su 3500 dipendenti amministrativi delle agenzie generali. L'Associazione siede, infatti, al tavolo di lavoro con la FISAC CGIL (Federazione italiana sindacale lavoratori assicurazione e credito confederata Confederazione Generale Italiana del Lavoro), la FIRST CISL (Federazione Italiana Reti dei Servizi del Terziario confederata Confederazione Italiana Sindacati Lavoratori), la Federazione Nazionale Assicuratori e l'UILCA per il rinnovo del predetto contratto. L'ultimo rinnovo è avvenuto il 10 luglio 2024. 
Come associazione di 2º livello, Anagina rappresenta il gruppo Agenti Generali Italia - modello agenzia imprenditoriale con consulenti - e detiene il 40% del portafoglio complessivo della Compagnia di cui è diventata azionista nel 2022. Nello stesso anno, l'Associazione è diventata anche socio aggregato di Confindustria.
Anagina coinvolge 340 agenti, 225 agenzie generali, 2500 dipendenti e 6000 consulenti, per un valore di trenta miliardi di euro di capitali gestiti (dati aggiornati al 2025).
Dalla sua fondazione l'Associazione svolge su tutto il territorio nazionale, nei confronti dei propri associati, attività di assistenza, anche legale, di consulenza e di formazione oltre a rappresentare gli interessi della categoria in tutte le sedi istituzionali.